# Borzychy
Borzychy (prononciation : [bɔˈʐɨxɨ]) est un village polonais situé dans la gmina de Liw dans le powiat de Węgrów et en voïvodie de Mazovie dans le centre-est de la Pologne.
Ce village se trouve à environ 11 kilomètres au nord-ouest de Węgrów (chef-lieu du powiat) et à 69 kilomètres au nord-est de Varsovie (capitale de la Pologne).

## Histoire
Il était temporairement le siège administratif du gmina de Stara Wieś.

De 1975 à 1998, le village appartenait administrativement à la voïvodie de Siedlce.